# کایناشلی
کایناشلی (به ترکی استانبولی: Kaynaşlı) شهری است در کشور ترکیه که در استان دوزچه واقع شده‌است. جمعیت این شهر بر اساس سرشماری سال ۲۰۰۸ میلادی ۹٬۳۶۲ نفر و بر اساس برآوردهای سال ۲۰۰۹ میلادی ۹٬۳۹۵ نفر می‌باشد.